# Jiří Balvín
Jiří Balvín, née le 14 août 1953 à Prague, est un homme politique et animateur de télévision tchèque.

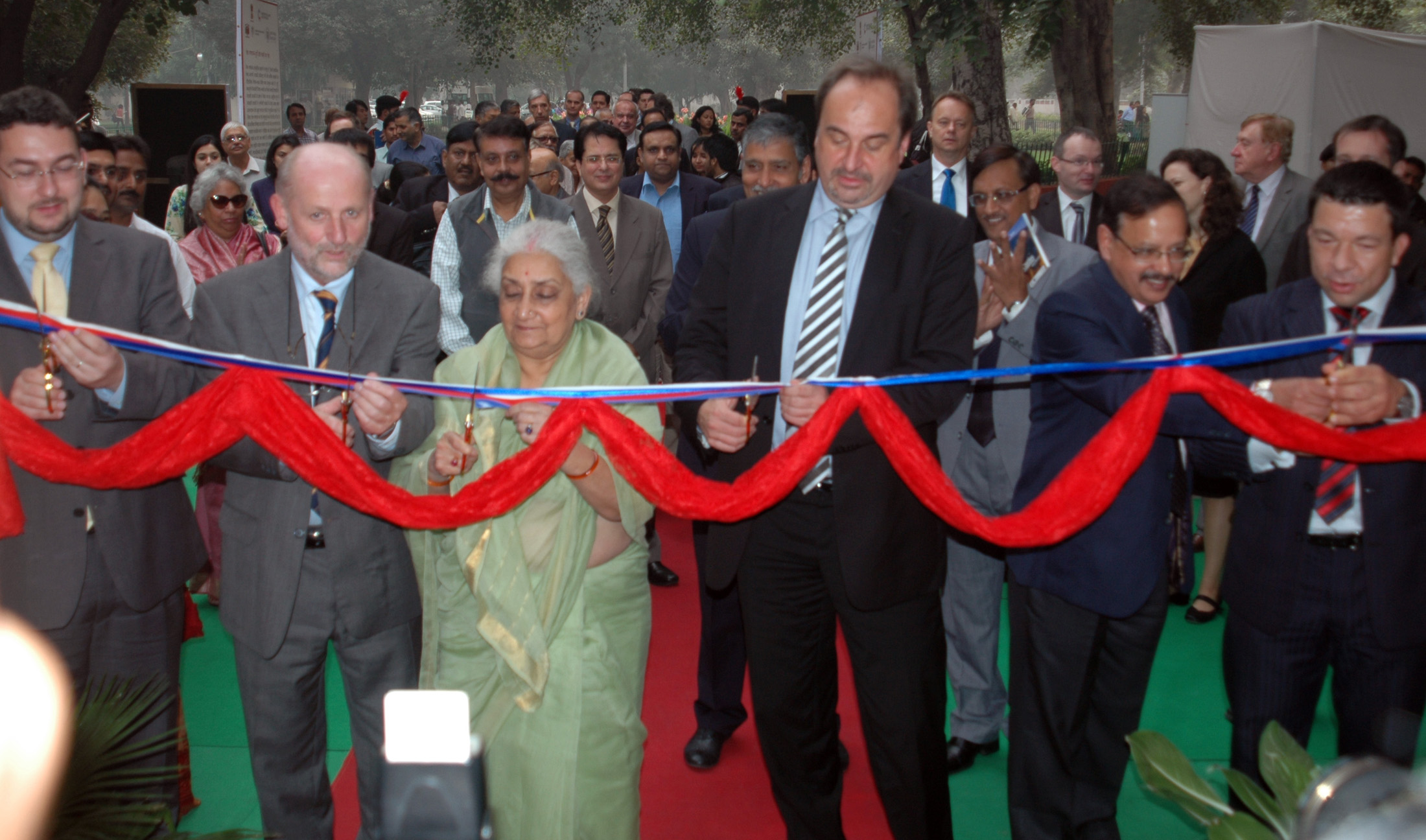
Jiří Balvín (deuxième depuis la gauche) avec son homologue indienne Chandresh Kumari Katoch et le ministre tchèque des Affaires étrangères Jan Kohout lors d'une inauguration à New Delhi en novembre 2013.